# 泛菲律宾公路

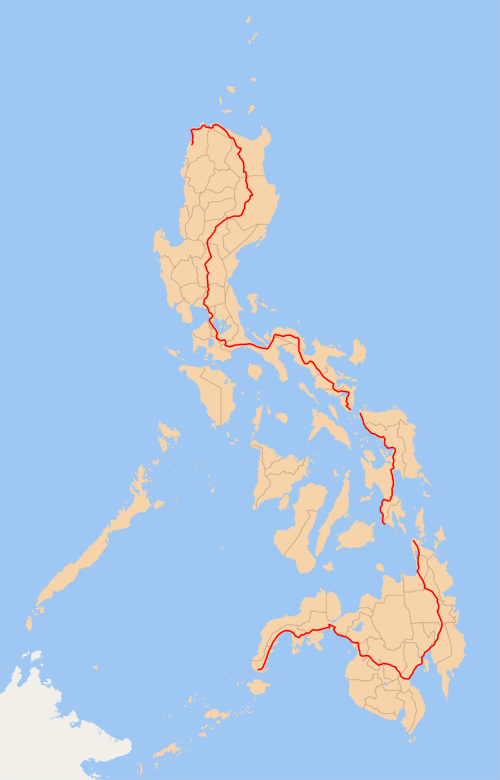
泛菲律宾公路线路图

泛菲律宾公路（英語：Pan-Philippine Highway），也被称为 Maharlika Highway，是菲律宾一条全长3,517公里的道路，由公路、桥梁及渡轮组成，从北向南依次将吕宋岛、萨马岛、莱特岛及棉兰老岛连接在一起，贯穿菲律宾南北，为该国的主要交通骨干道路。该条公路在亚洲公路网中编号。
该公路北起北伊羅戈省的首府佬沃，南端终点至三宝颜。

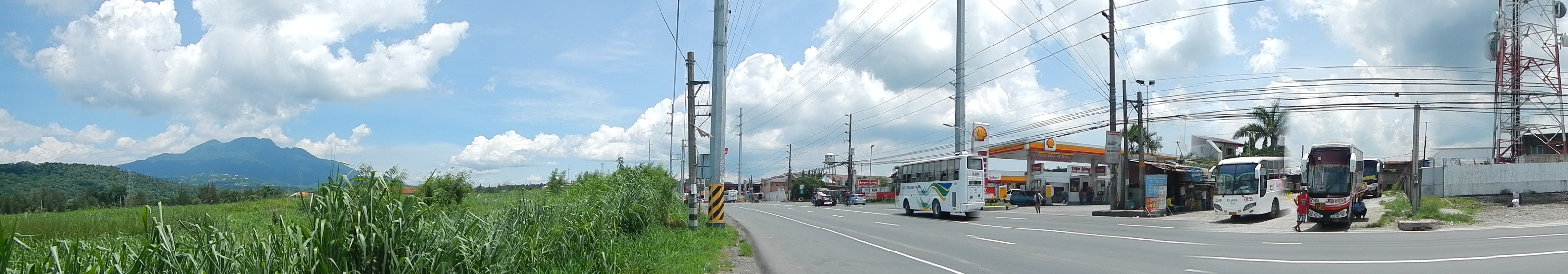
位于卡兰巴Barangay Turbina的泛菲律宾公路边的大巴站，以及远处的Makiling火山

## 建设历史
这条公路的提议于1965年，在总统费迪南德·马科斯执政时期建成。政府规划人员认为，高速公路和其他连接道路将因减少运输成本而刺激农业生产，鼓励除现有的大中心城市（如马尼拉）外的其它城市的社会和经济发展，为国内和海外市场而扩大工业生产。建设资金来自于国外的援助机构的贷款和赠款支持，其中包括世界银行。
这条公路于1997年在日本政府援助下进行修复和改进，并被称为菲日友好高速公路。1998年，菲律宾旅游部指定了其中的35段高速公路为“主题旅游风景公路”（scenic route），为旅客提供了相关旅游设施。

## 路线
佬沃 – 马尼拉– 黎牙实比 – Matnog – 渡轮– Allen – 独鲁万 (– 奧爾莫克市 – 渡轮– 宿雾) –
里洛安 – 渡轮– 苏里高 – 达沃 (– 卡加延德奥罗) – 三投斯將軍市 – 三宝颜

## 亚洲公路网
亚洲公路网是一个皆在提高整个亚洲大陆的高速公路系统和标准的合作项目，“泛菲律宾公路”在其网络中被设计为 亞洲公路26号线。公路网中岛国，如日本、斯里兰卡和印度尼西亚都由渡轮分别连接到韩国、印度，及新加坡至临近的大陆。

## 项目条目
- 亚洲公路网